# Angels Berengueres
Angels Berengueres Tarré (Lérida, 15 de febrero de 1947 - Barcelona, 13 de enero de 2021) fue fundadora del buscador de víctimas de la Guerra Civil Española www.enrecuerdode.com. Fue miembro del Partido de los Socialistas de Cataluña desde su fundación en 1978 hasta 2021.

## Biografía
Nacida en Lérida en 1947. Obtuvo el diploma de Profesorado de Educación General Básica, especialidad en idiomas modernos, en 1983. Se licenció en Filosofía y Ciencias de la Educación por la Universidad Autónoma de Barcelona en 1989, y obtuvo un posgrado de Logopedia por la Universidad Politécnica de Cataluña en 1993. Trabajó en la enseñanza pública y posteriormente en la gestión municipal en el ayuntamiento de Barcelona. 
Cofundadora de AMIHGCE y de la Asociación Homenaje dedicada a la recuperación de la memoria y dignidad de las víctimas de la Guerra Civil Española. En 2009 fundó la página de búsqueda de desaparecidos de la Guerra Civil Española www.enrecuerdode.com. Publicó varios artículos de opinión sobre desigualdades sociales, principalmente educativas y de género, en el Diario de Tarragona bajo el seudónimo de Rosa Red. Ideó y financió la publicación del libro Grises Albades (Grises Amaneceres)